# ديسلافا بيتروفا
ديسلافا دوبريفا بيتروفا ( بالبلغارية : Десислава Добрева Петрова ؛ من مواليد 12 ديسمبر 1980) ناشطة بلغارية في مجال حقوق المثليين  والرئيسة السابقة لـ BGO Gemini - أكبر منظمة لحقوق المثليين في بلغاريا. لقد كافحت من أجل حقوق متساوية للمثليين منذ عام 2000.
بصفتها رئيسة منظمة الجوزاء للمثليين البلغاريين، أقدم منظمة غير حكومية قائمة على حقوق المثليين في بلغاريا ، والوحيدة في بلغاريا ، كانت بتروفا مسؤولة عن الإدارة العامة للمنظمة. أدى تفانيها الشخصي وجهودها تجاه مجتمع المثليين إلى دفع المنظمة نحو تطويرها كمدافعة وطنية عن حقوق المثليين. في 19 كانون الثاني (يناير) 2001 ظهرت كمثلية في الأخبار المركزية على التلفزيون الوطني البلغاري . كانت بيتروفا أول سحاقية مرئية للعامة في بلغاريا ، تتحدث عن حقوق مجتمع الميم. وهي معروفة بحملتها لصالح تشريعات مناهضة التمييز والشراكة المسجلة.
شاركت بتروفا أيضًا في مجموعات العمل لتطوير قوانين جديدة وخطط وطنية ومقترحات لتغيير تشريعات بلغاريا والاتحاد الأوروبي (تعديل قانون العقوبات البلغاري وتطوير القانون البلغاري للحماية من التمييز ، وتطوير قانون للشراكة المسجلة ). بيتروفا هي أيضًا مذيع ومضيف للبث الإذاعي الأول على الإطلاق ، والذي يناقش مشاكل مجتمع LBGT في بلغاريا.
بيتروفا هي أيضًا ناشطة بيئية مستقلة ، وقد تم اعتقالها خلال مظاهرة يوم 2 يوليو 2007 مع 35 ناشطًا آخر يدافعون عن منتزه «ستراندجا» الطبيعي. قام حوالي 500 شخص بإغلاق مفترق طرق أورلوف موست (جسر النسر) في وسط العاصمة البلغارية.

## مقالات
- العالمية Gayz نسخة محفوظة 11 أبريل 2009 على موقع واي باك مشين.
- غرفة القراءة: التمييز ورهاب المثلية يتحمله في صوفيا
- جميع الاطراف: تغيير عقلية يستغرق سنوات. الحفاظ على عقل منفتح لا.
- من جميع الجهات: تحريف، يساء فهمها

## وصلات خارجية
- الموقع الرسمي نسخة محفوظة 5 مارس 2008 على موقع واي باك مشين..
- منظمة المثليين البلغاريين «الجوزاء»